# Money Trap
Money Trap (en turco, Organiza İşler: Sazan Sarmalı) es una película de comedia dramática criminal turca de 2019 dirigida y escrita por Yılmaz Erdoğun.

## Reparto
- Yılmaz Erdoğan como Asım Noyan
- Kıvanç Tatlıtuğ como Sarı Saruhan
- Ezgi Mola como Lerzan Berrak
- Bensu Soral como Nazlı Noyan
- Rıza Kocaoğlu como Arıza Rıza
- Okan Çabalar como Taklaci Ziya
- Güven Kıraç como Ihsan
- Ahmet Mümtaz Taylan como Kerami
- Ersin Korkut como Pokémon Ersin
- Erdem Baş como Dombili Hayri
- Atakan Çelik como Bahadir
- Safa Sari como Naim Kulunç
- Mahir İpek como Taci
- Selen Esen Çelebi como Tarçın
- Ekin Türkmen como Ecem
- Ugur Bilgin como Comisario